# Yoriko Kunihara
Yoriko Kunihara (國原 頼子, Kunihara Yoriko), née le 20 novembre 1985, est une judokate japonaise en activité évoluant dans la catégorie des moins de 70 kg.

## Biographie
Yoriko Kunihara remporte lors des Championnats du monde de judo 2010 la médaille de bronze en catégorie poids moyens.

## Palmarès
| Année | Compétition           | Lieu  | Résultat | Catégorie      |
| ----- | --------------------- | ----- | -------- | -------------- |
| 2010  | Championnats du monde | Tokyo | 3e       | Moins de 70 kg |
| 2011  | Championnats du monde | Paris | 3e       | Moins de 70 kg |